# Franz Josef Jung
Franz Josef Jung (ur. 5 marca 1949 w Erbach) – niemiecki polityk i prawnik, działacz Unii Chrześcijańsko-Demokratycznej (CDU), poseł do Bundestagu, w latach 2005–2009 minister obrony, w 2009 minister pracy i spraw społecznych.

## Życiorys
W 1968 zdał egzamin maturalny, następnie do 1969 odbywał służbę wojskową. W latach 1970–1974 studiował prawo na Uniwersytecie Jana Gutenberga w Moguncji. Odbył następnie do 1976 praktykę zawodową przy sądzie w Wiesbaden. W 1978 doktoryzował się w zakresie prawa. Od 1976 praktykował jako adwokat, w 1983 rozpoczął pracę w zawodzie notariusza.
W 1969 dołączył do chadeckiej młodzieżówki Junge Union, dwa lata później wstąpił w szeregi Unii Chrześcijańsko-Demokratycznej. Obejmował liczne funkcje w partyjnej strukturze. Był m.in. wiceprzewodniczącym JU (1981–1983). W latach 1972–1987 zasiadał w radzie powiatu Rheingau (od 1977 powiatu Rheingau-Taunus). W latach 1987–1991 był sekretarzem generalnym, a w 1998 został wiceprzewodniczącym CDU w Hesji. Od 1983 był wybierany na posła do heskiego landtagu, w latach 1987–1999 był sekretarzem generalnym frakcji deputowanych swojego ugrupowania. W 1999 powołany w skład rady telewizji ZDF. W tym samym roku w heskim rządzie objął stanowisko ministra do spraw federalnych i europejskich, które zajmował do 2000. Od 2003 przewodniczył klubowi poselskiemu chadeków w landtagu.
W 2005 po raz pierwszy uzyskał mandat posła do Bundestagu. Z powodzeniem ubiegał się o reelekcję w wyborach federalnych w 2009 i 2013.
22 listopada 2005 objął urząd ministra obrony w pierwszym rządzie kanclerz Angeli Merkel. 28 października 2009 w jej drugim gabinecie przeszedł na urząd ministra pracy i spraw społecznych. 27 listopada 2009 podał się do dymisji, która miała związek z nalotem w Kunduzie przeprowadzonym 4 września przez lotnictwo amerykańskie na prośbę niemieckich oddziałów ISAF. Dziennik „Bild” ujawnił raport, stwierdzający, że w wyniku bombardowania dwóch cystern przejętych przez talibów zginęły także osoby cywilne, czemu wcześniej zaprzeczał Franz Josef Jung, pełniący wówczas funkcję ministra obrony. Franz Josef Jung powrócił do aktywnej pracy w Bundestagu. W 2016 zapowiedział rezygnację z kandydowania w kolejnych wyborach w 2017.